# Subsistema
Un subsistema és un sistema que s'executa sobre un sistema operatiu, aquest pot ser un shell (intèrpret d'ordres) del sistema operatiu primari o pot ser una màquina virtual.

## Intèrpret d'ordres
Un intèrpret d'ordres és una interfície de consola que pot interpretar una o diverses ordres per línia, aquest tipus d'interfície és molt utilitzada per administradors de xarxes o usuaris d'UNIX (sistema operatiu en el qual l'intèrpret d'ordres compleix un paper fonamental), en Windows, l'intèrpret d'ordres per defecte és el símbol del sistema, un subsistema que s'encarrega d'executar arxius de 16 bits i és utilitzat també com a client telnet per defecte en Windows.

## Màquina virtual
Una màquina virtual emula el kernel del sistema operatiu o es basa d'algunes llibreries incloses en la seva instal·lació pel qual una aplicació està destinada, d'aquesta forma els problemes de compatibilitat són solucionats o notablement reduïts.

### Solucionant problemes de compatibilitat
La màquina virtual "transforma" (mitjançant un algorisme) les instruccions del programa en memòria o basant-se en algunes llibreries del paquet de la instal·lació de la mateixa perquè el sistema operatiu aconsegueixi comprendre aquestes instruccions.

#### Exemple (Enpseudocódi)
Problema de compatibilitat:
```
Programa.Ordre.Dir="Hola"
Sistema> 
92osj2ps93
```

El programa li indica al sistema operatiu que escrigui "Hola" i el sistema operatiu retorna una dada arbitrària.
Solució A (Emulació):
```
MáquinaVirtual_Transformar()
Programa.Ordre.Dir="Hola" EN Sistema.Dir="Hola"
End
```

Llavors en executar el programa succeeix això:
```
Programa.Ordre.Dir="
Hola
"
Sistema> Hola
```

El sistema operatiu respon perfectament davant el programa perquè la instrucció ha estat emulada en memòria.
Solució B (Llibreria):
```
Sistema.Carregar.Llibreria="A"
```

Contingut de la llibreria "A":
```
Programa.Ordre.Dir="Hola" = Sistema.Dir="Hola"
```

Llavors en executar el programa succeeix això:
```
Programa.Ordre.Dir="
Hola
"
Sistema> Hola
```

El kernel del sistema operatiu ha heretat l'equivalència a la instrucció del programa de la llibreria "A".